# Haplopelma lividum
Haplopelma lividum là một loài nhện trong họ Theraphosidae. Chúng được tìm thấy ở Thái Lan và Myanmar. 